# Synode von Chanforan

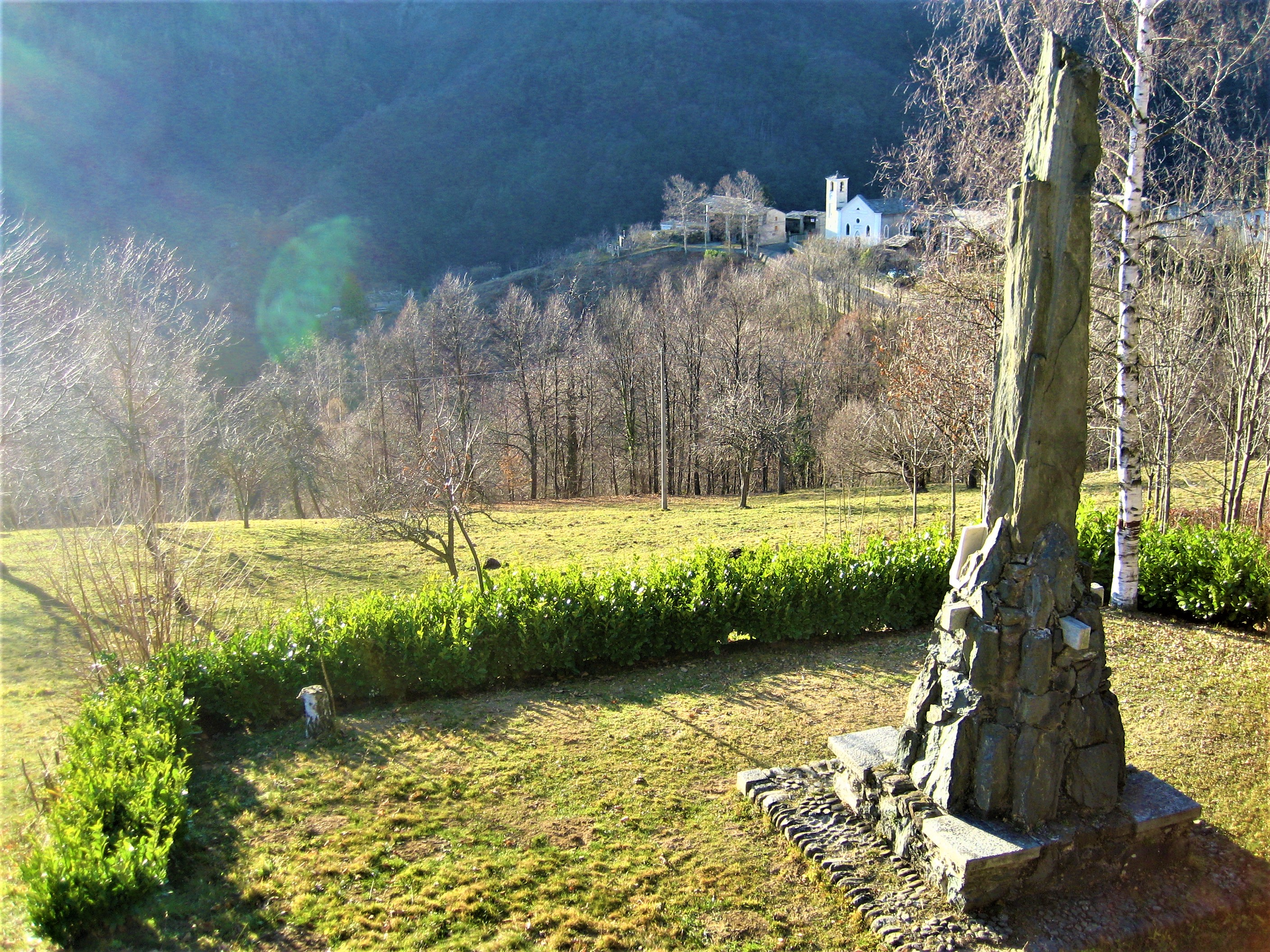
Denkmal Chanforan mit Blick nach Angrogna

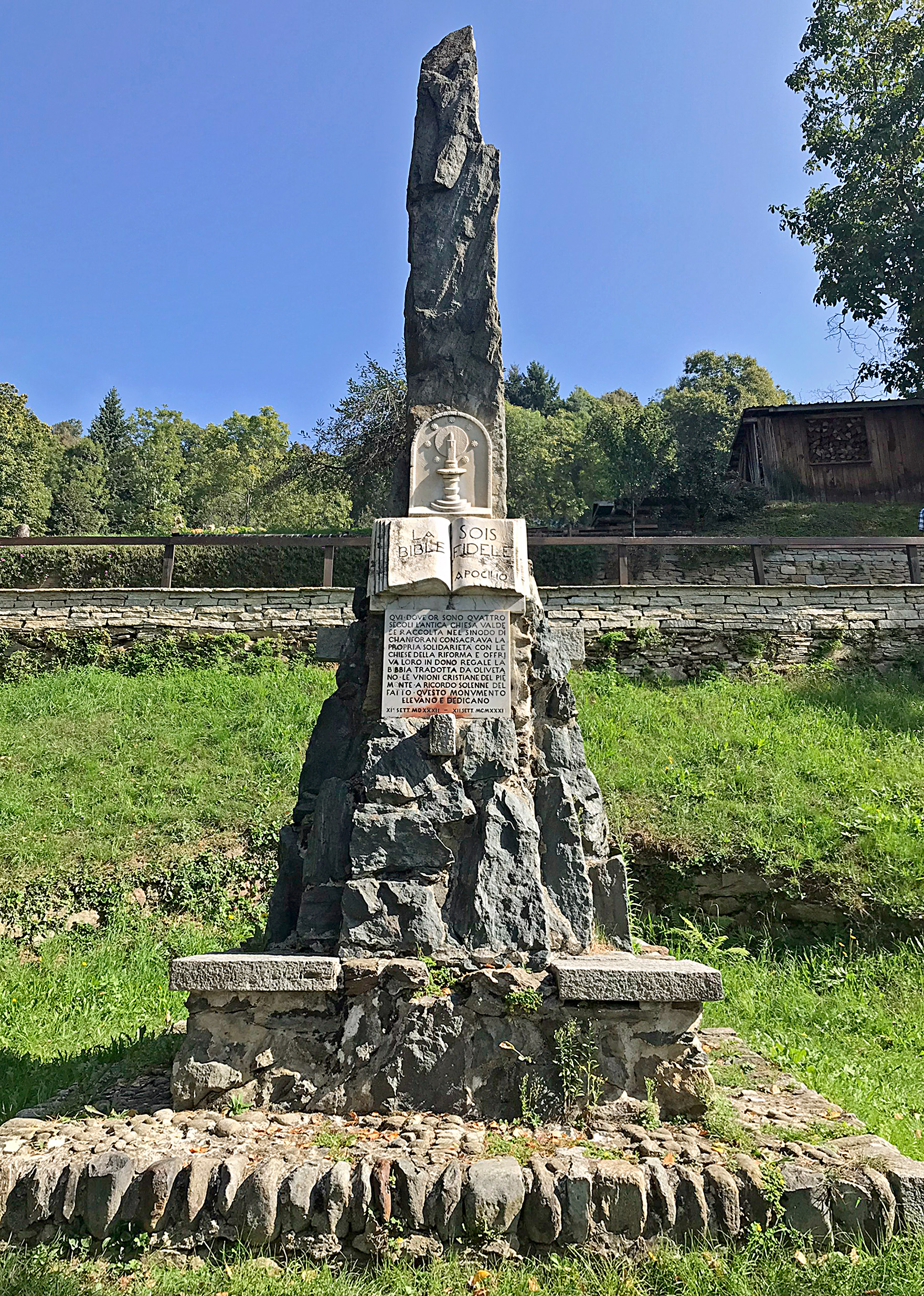
Denkmal zur Erinnerung an die Synode von Chanforan

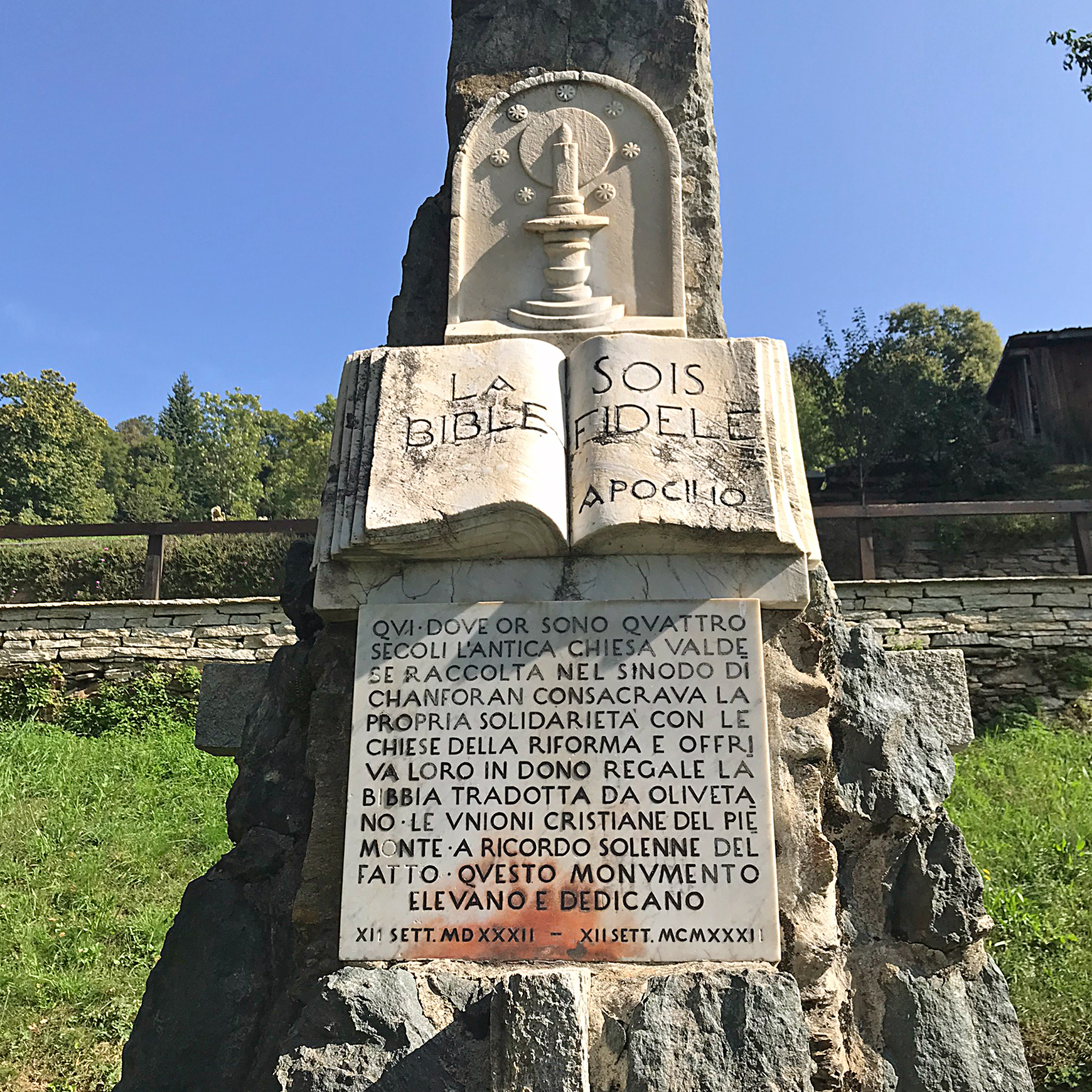
Inschrift des Denkmals

Mit der Synode von Chanforan vom 12. bis 18. September 1532 nahmen die Waldenser, eine aus der mittelalterlichen Armenfrömmigkeit hervorgegangene Reformbewegung, die Reformation schweizerischer Prägung an. Bei den Beratungen der Waldenser war der Reformator Guillaume Farel anwesend und wirkte stark auf die Beschlüsse ein.
Bis dahin eine Untergrundbewegung mit Wanderpredigern, bauten die Waldenser von nun an Kirchengebäude und feierten öffentliche Gottesdienste. Es entstand die Evangelische Waldenserkirche.
Eine Auswirkung der Synode von Chanforan war die Übersetzung der Bibel ins Französische (Bible d’Olivétan).

## Vorgeschichte
Das Concilium generale der Waldenser beschloss 1530, sich über die reformatorischen Bewegungen zu informieren. Mit einem Fragenkatalog wurden die beiden Wanderprediger Georges Morel und Pierre Masson ausgesandt. Sie besuchten Guillaume Farel in Grandson, dann Johannes Oekolampad in Basel und Martin Bucer in Straßburg. Morel wurde auf dieser Reise gefangen genommen und erlitt den Märtyrertod, aber Masson kehrte mit den schriftlichen Antworten der Reformatoren zurück.
Daraufhin wurde eine Vollversammlung nach Chanforan im Angrognatal einberufen. Sie formulierte und beschloss einen offiziellen Bekenntnistext in italienischer Sprache (Dichiarazion). Die einzelnen Themen wurden in einem Dreischritt abgehandelt: These – Erklärung ihrer Schriftgemäßheit – Schriftbeweis.

## Thesenreihe derDichiarazione
- (1) Eid. Der Christ darf schwören, ohne gegen die Worte Jesu in der Bergpredigt zu verstoßen.
- (2) – (4) Gute Werke. Was Gott geboten hat, ist gut, was er verboten hat, ist böse; was weder ge- noch verboten ist, kann der Christ nach eigenem Ermessen entscheiden.
- (5) Ohrenbeichte. Sie ist nicht von Gott geboten.
- (6) Sonntagsruhe. Sonntagsarbeit ist keine Sünde, doch ist die Sonntagsruhe zu empfehlen.
- (7) – (8) Gebet. Bestimmte Gebetszeiten, Gebetstexte, Kniefälle, Kreuzzeichen, das Haupt entblößen – das alles ist beim Gebet nicht nötig.
- (9) Handauflegung. Sie ist nicht notwendig.
- (10) Vergeltung üben. Der Christ darf auf keine Weise an seinen Feinden Rache üben.
- (11) Haltung zum Staat. Der Christ darf gegenüber Verbrechern ein obrigkeitliches Amt ausüben.
- (12) Fasten. Der Christ muss keine festgelegten Fastenzeiten befolgen.
- (13) – (16) Ehe. Jeder Christ darf heiraten. Die Ehelosigkeit zu befehlen, ist eine teuflische Lehre. Wer nicht die Gnadengabe der Enthaltsamkeit hat, soll heiraten.
- (17) – (18) Zins nehmen. Jesus hat nicht grundsätzlich verboten, Zins zu nehmen.
- (19) – (21) Prädestination. Schon vor der Erschaffung der Welt hat Gott bestimmt, welche Menschen gerettet werden.
- (22) – (23) Wanderprediger. Die Prediger müssen nicht von Ort zu Ort ziehen. Sie dürfen sich niederlassen, Besitz erwerben und Familien gründen.
- (24) Sakramente. Es gibt zwei sakramentale Zeichen: Taufe und Abendmahl. Im Abendmahl vergewissern sich die Christen, dass sie zu ihrem Taufbund stehen; außerdem ist es ein Gedächtnis an die Wohltaten, die Jesus Christus durch Leiden, Tod und Auferstehung den Menschen erwiesen hat.

In allen Punkten setzte sich Farel gegen die mittelalterlich-waldensische Tradition durch. Aufgegeben wird viel von dem, was die Waldenser in Jahrhunderten der Verfolgung durchgehalten hatten: Handauflegung zur Weitergabe des Predigeramtes (9), Beichte als in der Untergrundkirche geübte Selbstkritik (5), freiwillige Armut und Ehelosigkeit der Prediger (23), Verweigerung des Eides (1), Distanz zum Staat (11), Zinsverbot (17) – (18).